# Plogoff (bande dessinée)
Plogoff est une bande dessinée d'Alexis Horellou et Delphine Le Lay, parue en 2013 aux éditions Delcourt.
L'album obtient le Prix Tournesol 2014 lors du festival d'Angoulême.

## Résumé
L'album Plogoff relate les événements abordés dans l'article intitulé l'Affaire de Plogoff, lors du projet de construction d'une centrale nucléaire sur la pointe du Finistère à la fin des années 1970. La préface est signée par Nicole et Félix Le Garrec, auteurs du film Plogoff, des pierres contre des fusils.

## Éditions
- Delcourt, 2013,  (ISBN 978-2-7560-3151-4)